# فالنتينو يويل
فالنتينو يويل لاعب كرة قدم جنوب سوداني مولود في كينيا و يحمل الجنسية الإسترالية و يلعب في منتخب جنوب السودان و لعب سابقاً في نادي أم صلال القطري.

## روابط خارجية
- فالنتينو يويل على موقع قاعدة بيانات كرة القدم.إي يو (الإنجليزية)
- فالنتينو يويل على موقع ناشيونال فوتبول تيمز (الإنجليزية)
- فالنتينو يويل على موقع Soccerway.com (الإنجليزية)